# Kierch Lëtzebuerg-Hamm

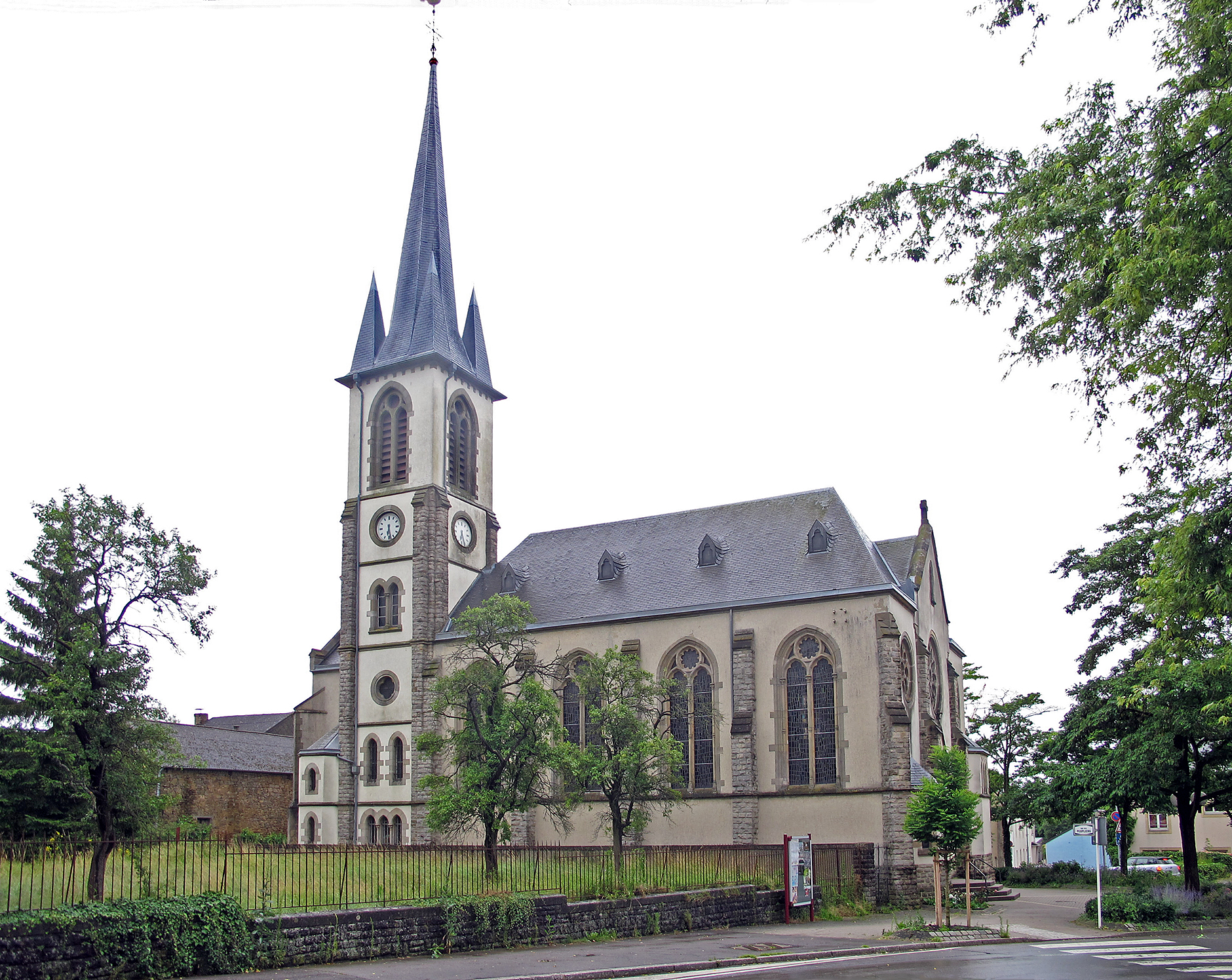
Nordseite der Kirche

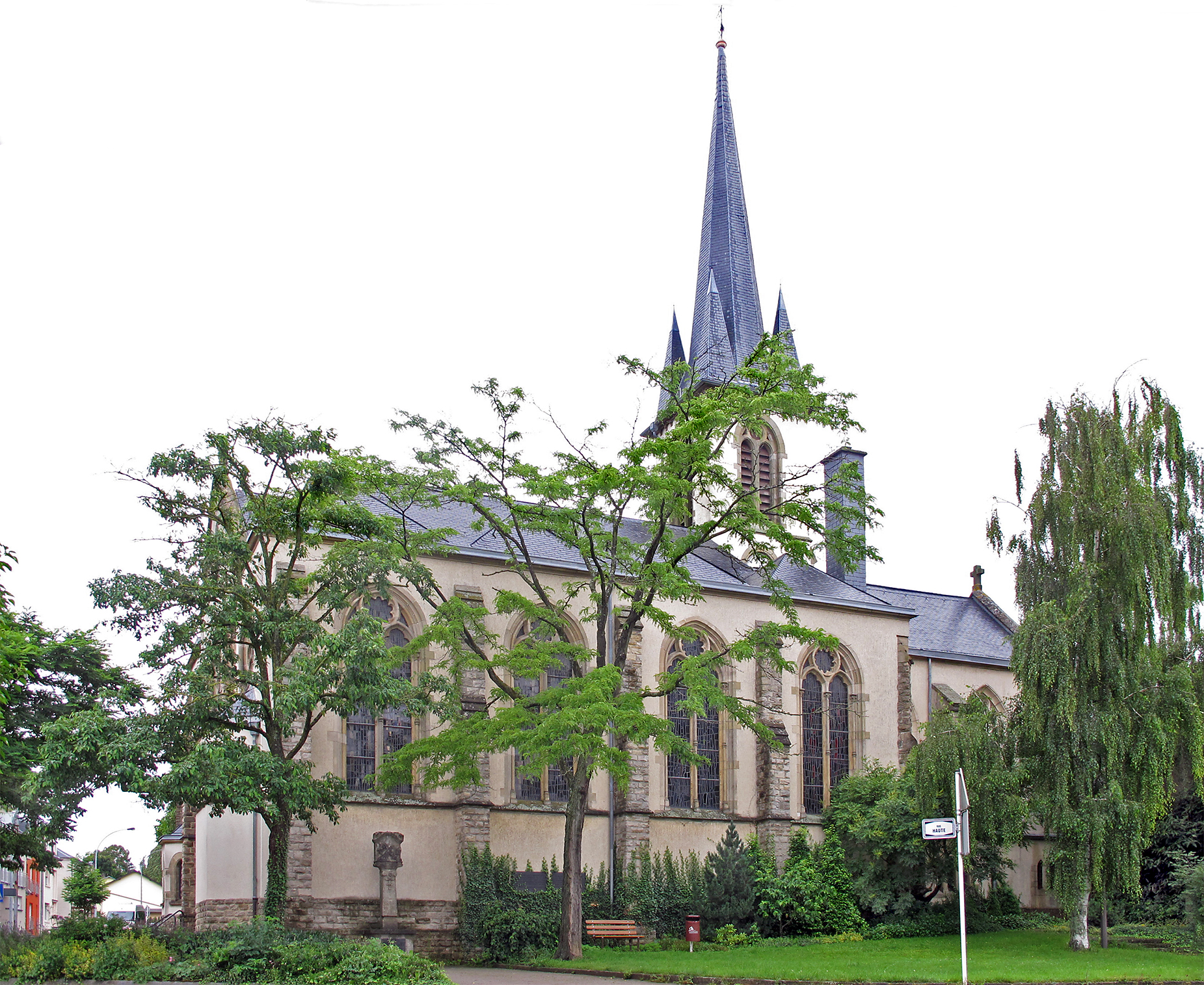
Südseite der Kirche

Die Kierch Lëtzebuerg-Hamm (Église de Luxembourg-Hamm, Ste Croix Luxembourg-Hamm, Exaltation de la Sainte Croix de Luxembourg-Hamm, Kirche von Luxemburg-Hamm) ist eine römisch-katholische Pfarrkirche in Hamm, einem Stadtteil im Osten der Stadt Luxemburg, die der Verehrung der Kreuzerhöhung gewidmet ist. Die Kirche befindet sich an der Kreuzung der vier Straßen Rue des Peupliers, Rue de la Montagne, Rue Haute und Rue de Hamm. Die im neogotischen Stil gestaltete Kirche wurde 1902–1903 an Stelle eines ins 14. Jahrhundert zurückgehenden Vorgängerbaus errichtet, der zunächst als Kloster-, dann als Wallfahrts- und schließlich als Pfarrkirche gedient hatte und bis auf den Chor und den nördlichen Chorflankenturm für den Neubau abgerissen wurde.

## Geschichte
1337 ist die Kirche erstmals urkundlich erwähnt. 1340 ist dort eine Frauenklause nachgewiesen. Im selben Jahr soll Erzbischof Balduin von Trier in Anwesenheit des Königs von Böhmen, Graf Johann von Luxemburg, die Klosterkirche auf die Hl. Katharina geweiht haben. 1398 schenkte der Pfandherr des Herzogtums Luxemburg, Jobst von Mähren, das Kloster der Abtei Altmünster in Luxemburg.
Als die Frauenklause 1443 aufgelöst wurde, führten die Mönche von Altmünster den Gottesdienst in der Kirche fort. Ein dort von den Mönchen Ende des 17. Jahrhunderts errichtetes wundertätiges Kreuz zog zahlreiche Pilger an. Dies machte die Kirche im 18. Jahrhundert zu einem vielbesuchten Wallfahrtsort und wurde für die bis heute fortbestehende neue Benennung der Kirche nach dem Fest der Kreuzerhöhung namensgebend.
1867 wurde Hamm von der Pfarrei Sandweiler abgetrennt und zu einer eigenständigen Pfarrei. Der mit der Industrialisierung eingetretene Bevölkerungszuwachs machte um 1900 eine Erweiterung der Pfarrkirche erforderlich.

## Baugeschichte
Von der Klosterkirche sind nur zwei Jochbögen mit Kreuzrippengewölben, drei seitliche Fenstern und das große Chorfenster in dem wahrscheinlich aus der ersten Hälfte des 14. Jahrhunderts stammende Rechteckchor erhalten. Das Kirchenschiff wurde abgerissen, als der Vorgängerbau von 1902 bis 1903 nach den Plänen des Architekten Jean-Pierre Knepper zu einer dreischiffigen Hallenkirche im neogotischen Stil erweitert wurde.

## Wandmalerei
1924 wurde das Kircheninnere durch den Benediktinermönch Notker Becker von der Abtei Maria Laach im neogotischen Stil neu gestaltet. 1966 wurde diese Malereien zugunsten einer schlichteren Gestaltung vollständig beseitigt.
Unter den Farbschichten wurde dabei auf der Nordseite des Vorchores ein 6,6 mal 4,2 Meter messendes gotisches Wandgemälde aus dem 14. Jahrhundert wiederentdeckt, das trotz seines schlechten Erhaltungszustandes von der einstigen Bedeutung des Baus zeugt. Da es durch die Freilegung stark beschädigt wurde, restaurierte es der luxemburgische Maler und Restaurator Edmond Goergen zusammen mit den Gewölbeschlusssteinen. 2019–2020 erfolgte durch die Restaurierungsfirma ASECREM eine erneute Restaurierung des Freskos. Im unteren Register des Gemäldes ist möglicherweise der Einzug Jesu in Jerusalem dargestellt. Im mittleren Register ist eine Darstellung der Trintiät in Form der Paternitas Dei zu erahnen mit dem Gekreuzigten in den Armen des thronenden Gottvaters, der Taube des Heiligen Geistes zwischen ihnen und huldigende Engel links und rechts von davon. Die Darstellung im oberen Register ist für Vermutungen über die Ikonographie zu unvollständig erhalten.

## Glasmalerei

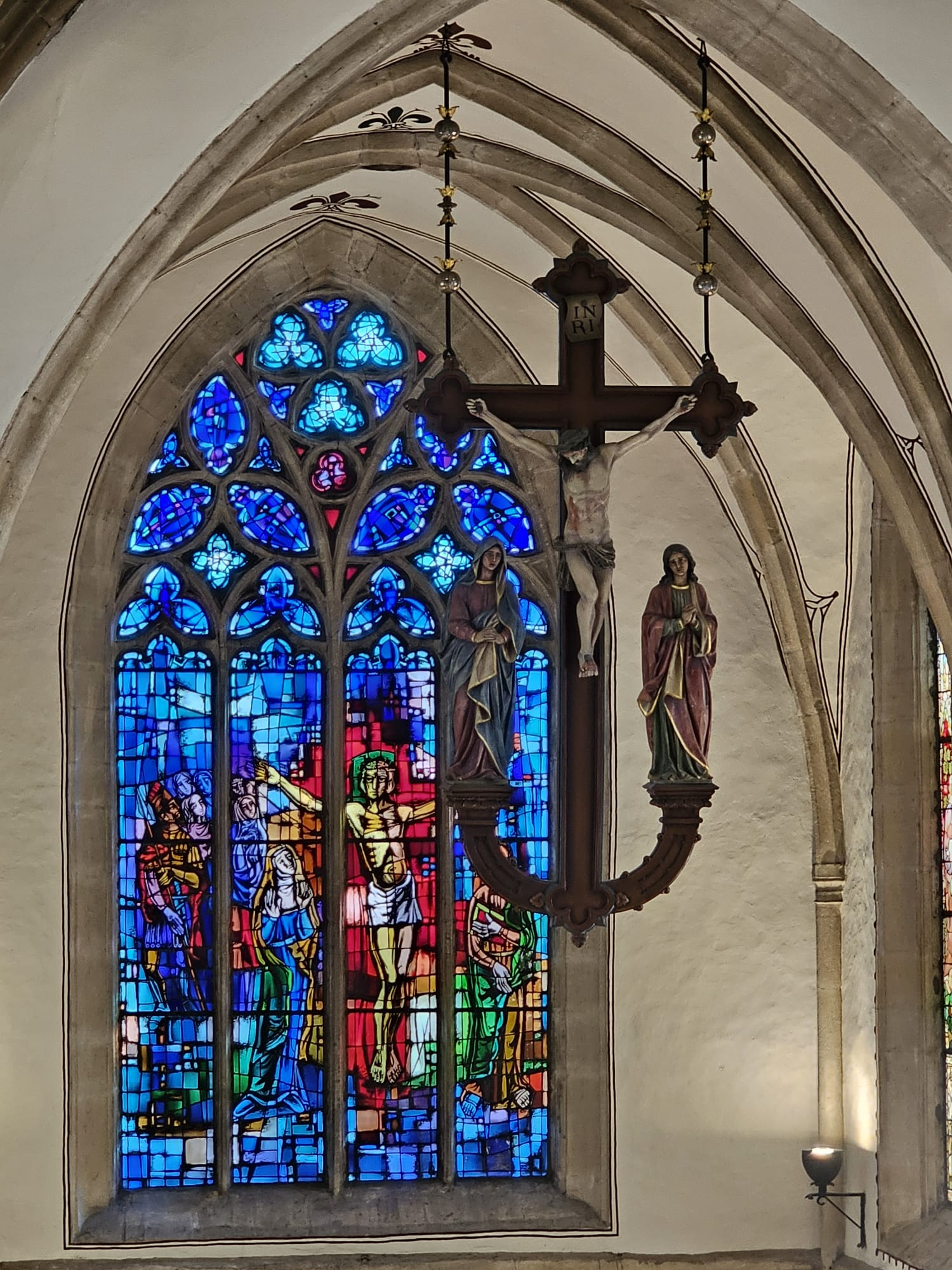
Triumphkreuz und Chorfenster

Die Glasmalereien über dem Hauptportal, in der nordwestlichen Kapelle (u. a. Taufe Christi) und an den Seitenwänden des Chores (Grablegung Christi, Jesus am Ölberg, Abendmahl) schufen Pierre Linster und die über der Empore ein unbekannter Künstler um 1900, die an den Seitenwänden des Langhauses 1967 die Firma Linster, die im Chorfenster Gustave Zanter 1975.

## Ausstattung
An der Ostwand des südlichen Seitenschiffs befindet sich ein Gemälde des 17. Jahrhunderts mit einer Darstellung der Rückkehr der Heiligen Familie aus Ägypten, an der Ostwand des nördlichen Seitenschiffs eine Darstellung der Erweckung des Lazarus ebenfalls aus dem 17. Jahrhundert. Der gemalte Kreuzweg im Langhaus stammt von um 1900.

## Orgel
Die Orgel wurde 1934 durch die Manufacture d’orgues G.Haupt aus Lintgen gebaut und 1968 durch die Manufacture d’orgues luxembourgeoise aus Lintgen renoviert und umgearbeitet. Das Instrument verfügt über zwölf Register, verteilt auf zwei Manuale und Pedal.

## Monumente und Gedenkstätten
Auf der Südseite der Kirche befindet sich außen ein Wegkreuz aus dem Jahr 1739, auf dem eine Plakette an die beiden im Ersten Weltkrieg Gefallenen aus Hamm erinnert. Neben dem Wegkreuz sind an der Fassade der Kirche zwei große Gedenktafeln der American Luxembourg Society aus dem Jahr 1982 angebracht. Diese danken der Gemeinde Hamm für den Remembrance Day, der jährlich zur Erinnerung an die amerikanischen Soldaten veranstaltet wird, die für die Befreiung Luxemburgs ihr Leben verloren haben. Weiter rechts steht ein Gedenkstein für die Opfer des Zweiten Weltkriegs aus Hamm.